# 拉布吕吉耶尔 (加尔省)
拉布吕吉耶尔（法語：La Bruguière，法語發音：[la bʁyɡjɛʁ]）是法国加尔省的一个市镇，位于该省东部，属于尼姆区。

## 地理
拉布吕吉耶尔（44°6'40"N, 4°24'45"E）面积16.43 平方千米，位于法国奧克西塔尼大區加尔省，该省份为法国南部沿海省份，南端濒地中海，北起顺时针与阿尔代什省、沃克吕兹省、罗讷河口省、埃罗省、阿韦龙省和洛泽尔省接壤。
与拉布吕吉耶尔接壤的市镇（或旧市镇、城区）包括：贝尔韦泽、丰塔雷什、吕桑、蒙塔朗和圣梅迪耶、圣康坦拉波特里、瓦莱拉格。

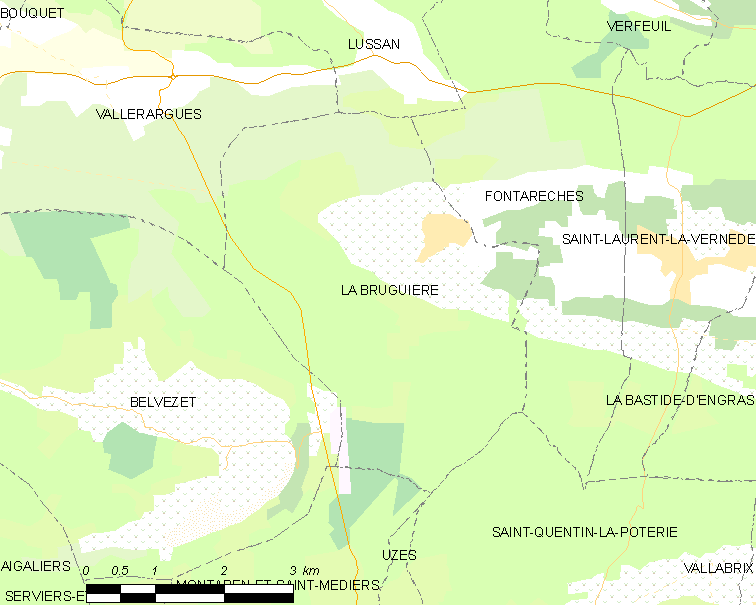
的OSM定位图

拉布吕吉耶尔的时区为UTC+01:00、UTC+02:00（夏令时）。

## 行政
拉布吕吉耶尔的邮政编码为30580，INSEE市镇编码为30056。

## 政治
拉布吕吉耶尔所属的省级选区为于泽斯县。

## 人口

1962-2008年间人口变化图示

拉布吕吉耶尔于2022年1月1日时的人口数量为331人。